# Vị Tân, Bảo Kê
Vị Tân (chữ Hán phồn thể: 渭濱區, chữ Hán giản thể: 渭滨区) là một quận của địa cấp thị Bảo Kê, tỉnh Thiểm Tây, Trung Quốc. Quận này có diện tích 728 km², dân số năm 2019 là 426.366 người. Quận Vị Tân được chia thành 5 nhai đạo biện sự xứ và 5 trấn.